# Valmara 59

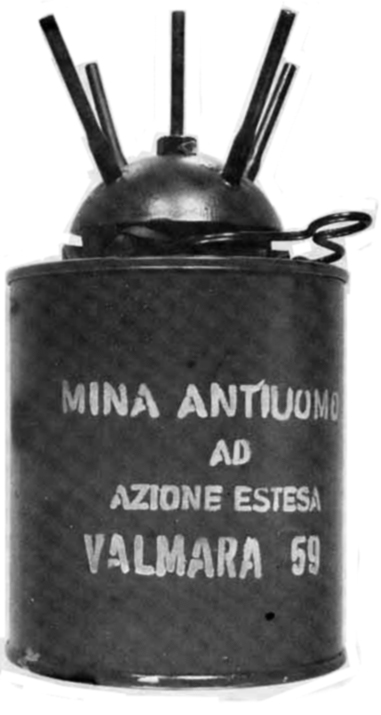
Une mine Valmara 59

La Valmara 59 est une mine antipersonnel cylindrique italienne. C’est la première de la famille de mines « Valmara » produite par Valsella Meccanotecnica, suivie par la Valmara 69 et la VS-JAP. Le corps de la mine est en plastique avec une tête métallique distinctive à cinq dents. La broche centrale a un trou, pour permettre d’y enfiler un fil-piège. Le corps intérieur de la mine a une charge principale entourée d’environ 1000 cubes d’acier, en dessous desquels se trouve un fil d’acier qui la relie à la base de la mine. Lorsque la mine est déclenchée, une petite charge la propulse dans les airs environ 45 cm avant que le fil d’acier ne soit tendu. La secousse entraîne alors un percuteur dans le détonateur. Une mèche à retardement secondaire déclenche la mine au bout de trois secondes si elle n’a pas explosé après avoir été déclenchée.
Les fragments produits par la mine sont létaux jusqu’à une portée de 25 mètres et sont capables de pénétrer les blindages légers.

## Spécifications
- Diamètre : 102 mm
- Hauteur : 196 mm
- Poids : 3,2 kg

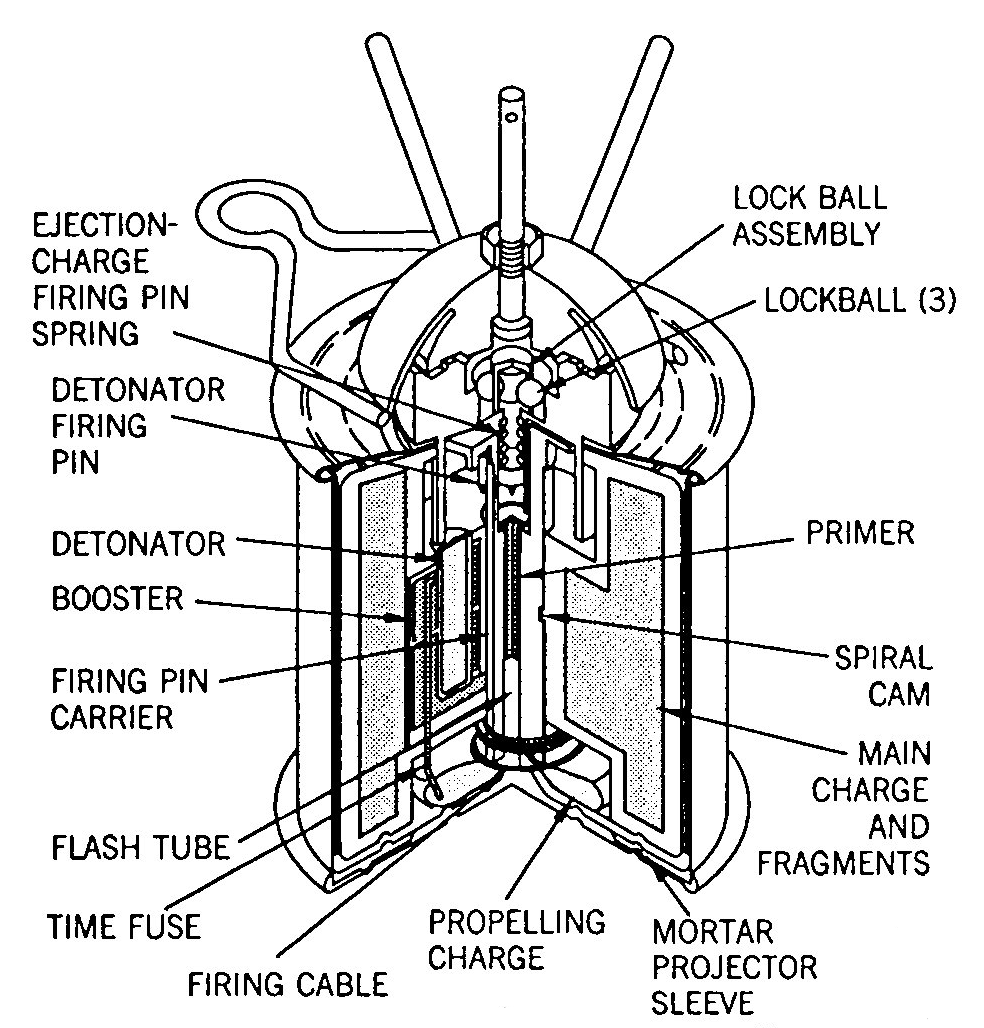
Une vue en coupe de la mine, montrant ses composants internes

- Contenu explosif : Entre 0,42 kg et 0,56 kg de composition B avec une charge d’appoint RDX.
- Pression d’amorçage : 10,8 kg de pression, 6 kg de traction.